# 伊犁州奶牛场
伊犁州奶牛场，是中华人民共和国新疆维吾尔自治区伊犁哈萨克自治州伊宁市下辖的一个乡镇级行政单位。

## 历史
1956年6月20日，伊犁区党委为发展畜牧业、提高人民的生活水平，解决城市居民肉食供给，决定在伊犁河南岸、察布查尔锡伯自治县境内一片灌木丛生的苇湖滩地上创建察布查尔经济养猪场。1964年，农场从东北引进一批黑白花奶牛进行繁殖、发展，几年后奶牛饲养业开始见效规模逐年做大，经济猪场随后被更名为地方国营察布查尔奶牛场。1986年，地方国营察布查尔奶牛场更名为伊犁地区奶牛场，2001年6月，随着伊犁地区撤销，伊犁地区奶牛场更名为伊犁州奶牛场。
2004年5月，伊犁州伊犁哈萨克自治州发布通知称，“根据自治州加快伊宁市发展专题会议的要求，为了拉开城市框架，拓展城市空间，加快伊宁市发展，州人民政府决定，将州奶牛场委托伊宁市代管，人财物一并移交伊宁市，实现伊犁河两岸的统一规划、建设和管理。” 2011年6月，伊犁州奶牛场行政区域整体建制交伊宁市，由伊宁市托管。2020年12月31日，新疆维吾尔自治区人民政府网宣布，经国务院批准，将奶牛场大河灌区划归伊宁市管辖。
2012年5月，设立伊犁河南岸新区，与伊犁州奶牛场两块牌子、一套人马。2024年6月，经自治州人民政府批准，同意伊宁市设立伊水街道办事处，伊水街道办事处驻伊宁市光明路1号（原伊犁州奶牛场场部办公楼）。

## 经济地理
2005年，伊犁州奶牛场完成生产总值4453万元人民币，其中第一产业完成产值1920万元人民币，第二产业完成产值1150万人民币，第三产业达到1383万元人民币，人均年纯收入3365元人民币。全场年末存栏量为17074头(只)，其中良种奶牛4817头，优质荷斯坦奶牛达到3600头，生产销售牛奶12000吨，产肉750吨，禽蛋200吨，实现牧业总产值2830万元人民币，在州直国营农牧场中，优质奶牛的饲养量为第一位。全场种植冬小麦9087亩、平增单产为402公斤，种植玉米 7207亩、平均单产802公斤，3207亩水稻单产为644公斤。全场农业总产值达到2396万元，主要工业产品的产量为：奶粉产量561吨，酸奶产量100吨，各类玻璃包装瓶1430万只，塑料编织袋200万条，全场工业总产值达到2408万元人民币。全场人均居住面积为26平方米，有线电视、电话网已覆盖全场，其中有线电视入户率达到90%，电话入户率达到80%。在校学生1900余人，在职教师151人，适龄儿童入学率达到99%，九年义务教育普及率为98%，校舍面积为6000平方米。
2015年，伊犁州奶牛场总面积117平方公里，耕地面积45730.35亩，总人口15391人，其中常住人口13748人、流动人口1643人，民族有汉族、哈萨克族、维吾尔族、回族、锡伯族等15个民族。各类农作物面积3.1万亩，其中万元田3589.5亩、五千元田2065亩、瓜菜面积1553亩。2015年，伊犁州奶牛场组织劳务输出人员2500人，实现收入2018万元人民币。近三年来的90名大中专毕业生实现就业88名，就业率达到98％。完成新型养老保险300人、城镇居民医疗保险参保人数228人、职工养老保险3490人。
伊犁河南岸新区党工委内设党政办公室、党建办公室、督查办、经济发展办公室、规划建设办公室、农村经济发展办公室、社会事务办公室、财务科、工商规划办公室、社会事务管理办公室、文化站、综治维稳中心、统战宗教办公室等。

## 行政区划
伊犁州奶牛场下辖以下地区：伊犁州奶牛场虚拟生活区。伊犁河南岸新区下辖以下区域：一桥社区、二桥社区、伊河社区、伊兴社区、伊水社区、乌库尔其村。